# Otto Schmöle
Otto Siegfried Schmöle (* 23. Februar 1890 in Frankfurt am Main; † 12. April 1968 in Mondsee) war ein deutscher Schauspieler.

## Leben
Er gab sein Debüt 1910 am Theater Koblenz und spielte dann von 1911 bis 1915 am Nationaltheater Mannheim. Von 1915 bis 1918 war er Kriegsteilnehmer.
1919 setzte er seine Bühnenlaufbahn am Neuen Theater in Frankfurt am Main fort. 1920 wechselte er an das Burgtheater in Wien. Von 1925 bis 1938 gehörte er zum Ensemble des Volkstheaters, danach kehrte er wieder zum Burgtheater zurück, wo er bis zu seinem Tod blieb.
Beim Film verkörperte er in Nebenrollen meist Polizisten, Direktoren und andere „bessere Herren“. In dem Kriegsfilm Der letzte Akt stellte er den deutschen Generaloberst Alfred Jodl dar.

## Filmografie
- 1922: Die Tochter des Brigadiers
- 1922: Der Marquis von Bolibar
- 1924: Jedermanns Frau
- 1925: Ein Walzer von Strauß
- 1925: Der Fluch
- 1926: Franz Schuberts letzte Liebe
- 1927: Die Familie ohne Moral
- 1927: Hotel Erzherzogin Viktoria (Seine Hoheit, der Eintänzer)
- 1929: Der Mitternachtswalzer
- 1929: Unschuld (Die kleine Veronika)
- 1931: Purpur und Waschblau
- 1932: Lumpenkavaliere
- 1933: Unsichtbare Gegner
- 1934: Frasquita
- 1934: Frühjahrsparade
- 1935: Buchhalter Schnabel (Ein junger Herr aus Oxford)
- 1935: Ein Teufelskerl (Leutnant Bobby, der Teufelskerl)
- 1939: Leinen aus Irland
- 1940: Das jüngste Gericht
- 1941: Oh, diese Männer
- 1942: Wen die Götter lieben
- 1948: Der Prozeß
- 1948: Gottes Engel sind überall
- 1949: Geheimnisvolle Tiefe
- 1949: Duell mit dem Tod
- 1952: Ich hab’ mich so an Dich gewöhnt
- 1955: Sonnenschein und Wolkenbruch
- 1955: Der letzte Akt
- 1956: Wilhelm Tell
- 1956: Gasparone
- 1957: Die Lindenwirtin vom Donaustrand
- 1958: Die Landärztin
- 1959: Maria Stuart
- 1960: Der brave Soldat Schwejk
- 1962: Er kann’s nicht lassen
- 1962: Julia, du bist zauberhaft
- 1963: Liliom
- 1963: Mit besten Empfehlungen
- 1964: Oberinspektor Marek (TV-Reihe, Folge 2: Einvernahme)